# Macleania rupestris
Macleania rupestris är en ljungväxtart som först beskrevs av Carl Sigismund Kunth, och fick sitt nu gällande namn av A. C. Smith. Macleania rupestris ingår i släktet Macleania och familjen ljungväxter. Inga underarter finns listade i Catalogue of Life.

## Bildgalleri

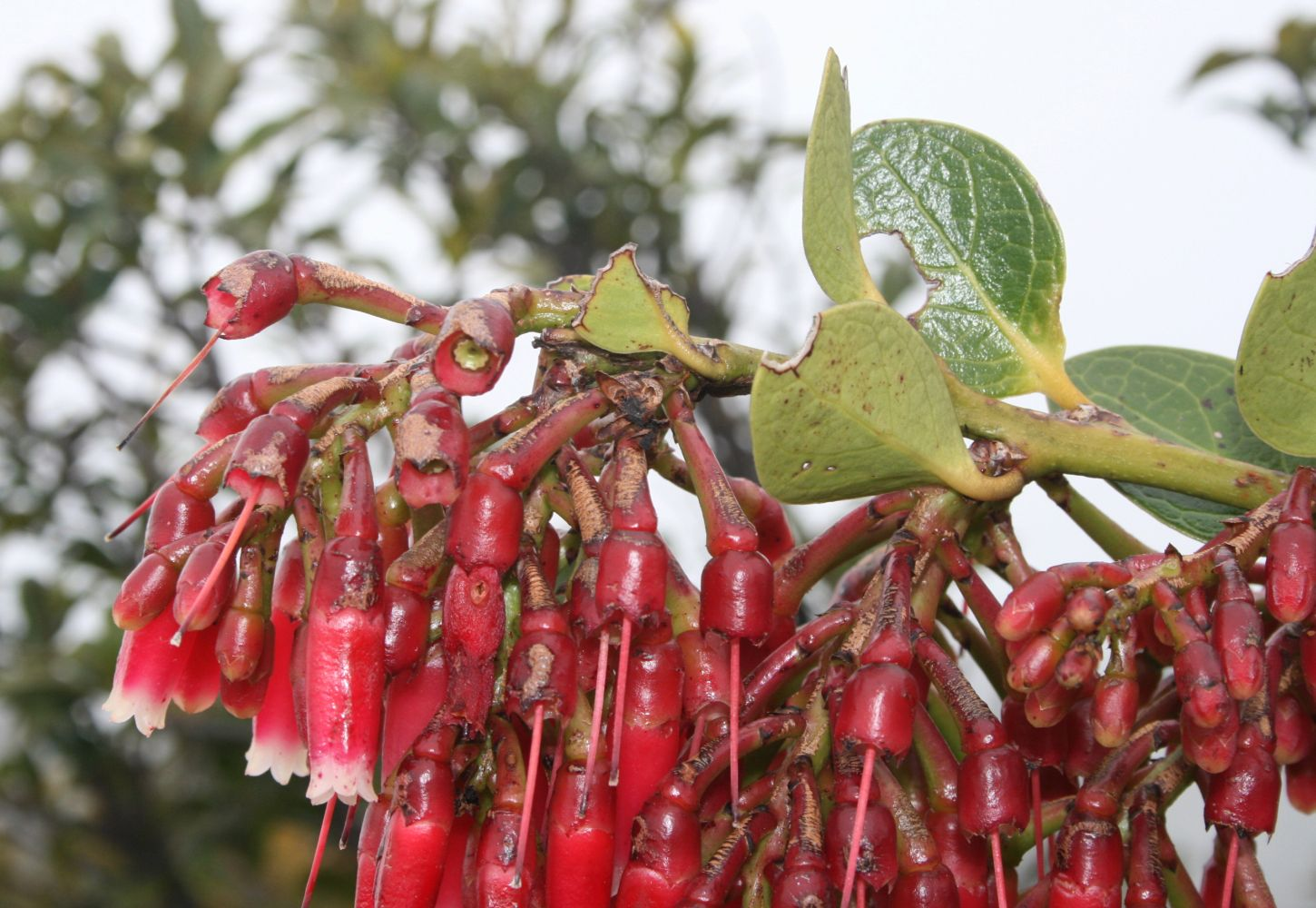
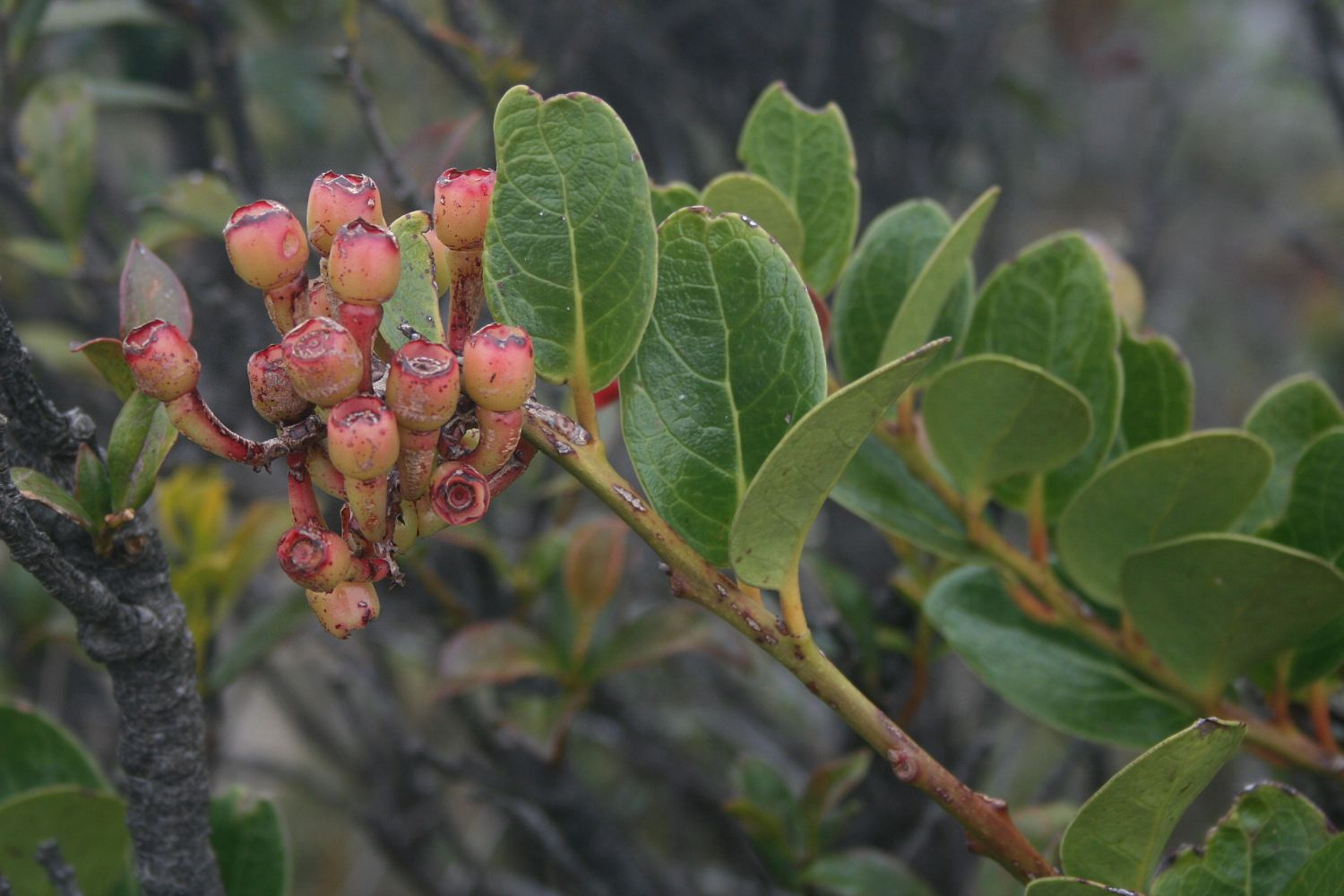